# Circondario di Ravenna
Il circondario di Ravenna era uno dei circondari in cui era suddivisa l'omonima provincia.

## Storia
Il circondario di Ravenna, parte dell'omonima provincia, venne istituito nel 1859, in seguito ad un decreto dittatoriale di Carlo Farini che ridisegnava la suddivisione amministrativa dell'Emilia in previsione dell'annessione al Regno di Sardegna.
Venne soppresso nel 1927 come tutti i circondari italiani.

## Suddivisione
Nel 1863, la composizione del circondario era la seguente:
1. Mandamento I di Ravenna (Mezzogiorno)
  - Ravenna
2. Mandamento II di Ravenna (Settentrione)
  - Ravenna
3. Mandamento III di Alfonsine
  - Alfonsine
4. Mandamento IV di Cervia
  - Cervia
5. Mandamento V di Russi
  - Russi